# جیم فینی
جیم فینی (انگلیسی: Jim Finney; ۱۷ اوت ۱۹۲۴ – ۱ آوریل ۲۰۰۸) داور فوتبال اهل انگلستان بود.
از مسابقات مهمی که وی قضاوت کرده است میتوان به جام جهانی فوتبال ۱۹۶۶ و فینال جام حذفی فوتبال انگلستان ۱۹۶۲ اشاره کرد.